# Grünauer Welle

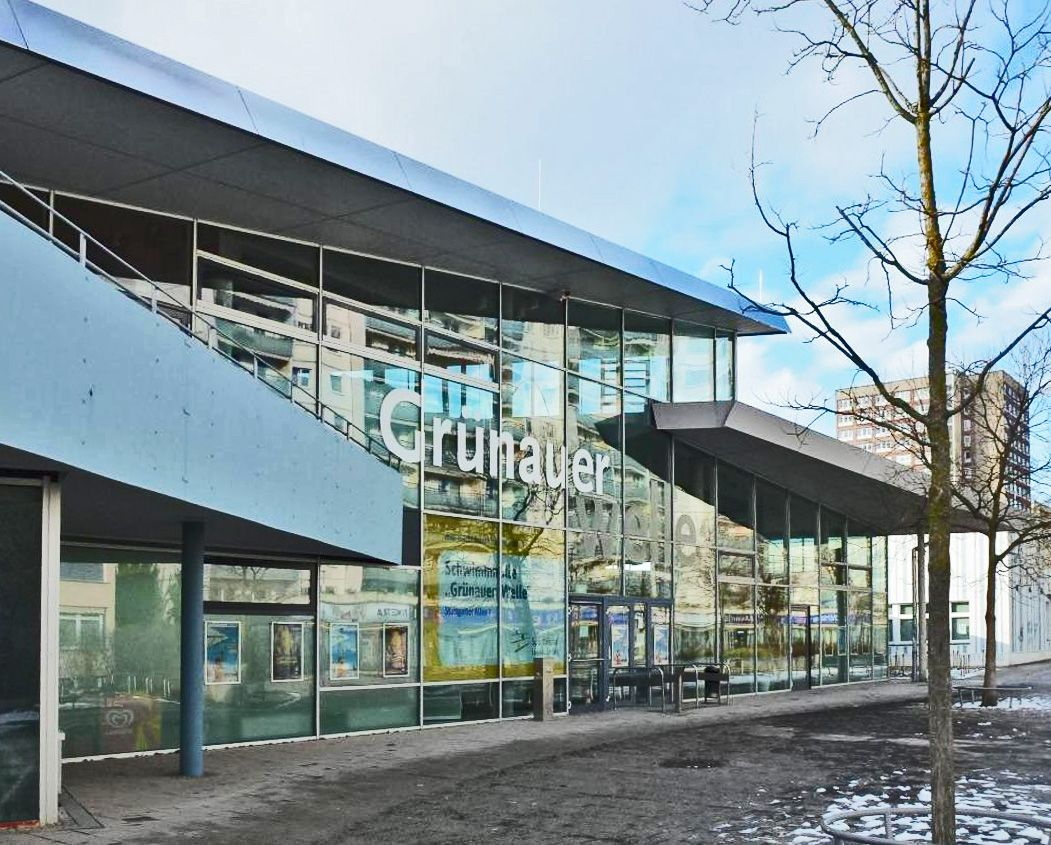
Grünauer Welle (2013)

Die Grünauer Welle ist ein 1999 in Betrieb genommenes Sport- und Freizeitbad im Leipziger Stadtteil Grünau.

## Lage
Die Grünauer Welle liegt zentral im südlichen Teil des Ortsteils Grünau-Mitte an der Stuttgarter Allee, etwa 200 Meter vor deren Einmündung in die Ratzelstraße. In ihrer Umgebung befinden sich Schulen sowie Sport- und Freizeiteinrichtungen, umrahmt von Platten-Wohnbauten. Obwohl in einer verkehrsberuhigten Zone gelegen, ist die Einrichtung gut mit öffentlichen Verkehrsmitteln (Bus 65, Tram 1 und 2, S-Bahn S1) zu erreichen, was ihrer überregionalen Bedeutung zugutekommt.

## Geschichte
Schon in den 1970er Jahren hatte es Pläne zur Errichtung eines derartigen Bades gegeben, die aber immer wieder hinausgezögert wurden. Nachdem die Großsiedlung  Grünau in der Zeit der DDR von 1976 bis 1988 sehr schnell hochgezogen worden war, lag nach der deutschen Wiedervereinigung ein Schwerpunkt in der Qualifizierung der Infrastruktur. Dazu gehörte auch der Bau eines Freizeitbades.
1996 wurde dazu ein Architektenwettbewerb ausgeschrieben, den das Büro Behnisch, Behnisch & Partner gewann. Bauherr war das Sport- und Bäderamt der Stadt Leipzig (jetzt Sportbäder Leipzig GmbH). Eine Kofinanzierung erfolgte aus Städtebaufördermitteln. Grundsteinlegung für Behnischs Entwurf war im Dezember 1997. Weil Fördergelder nicht wie geplant flossen, verschob sich der zunächst geplante Fertigstellungstermin. Am 20. März 1999 konnte der Bau als Grünauer Welle eröffnet werden. Mit ihr entstand erstmals nach 26 Jahren in Leipzig wieder eine kommunale Schwimmhalle. Die Angaben für die Baukosten variieren zwischen 22 Mio. DM und 25,5 Mio. DM. Die Sportbäder Leipzig GmbH investierte für den Erhalt und die Modernisierung der Grünauer Welle bis 2019 nochmals 1,125 Mio. EUR.

## Beschreibung
Der Grundriss hat die Form eines Polygons, im Äußeren wurde auf rechte Winkel verzichtet, und das Holzdach scheinen drei angeschwemmte Schollen zu bilden, wodurch das Gebäude dem Stil des Dekonstruktivismus zuzurechnen ist. Wegen dieses Kontrasts zu den umgebenden Plattenbauten wurde der Entwurf im Wettbewerb bewusst zum Sieger gekürt.

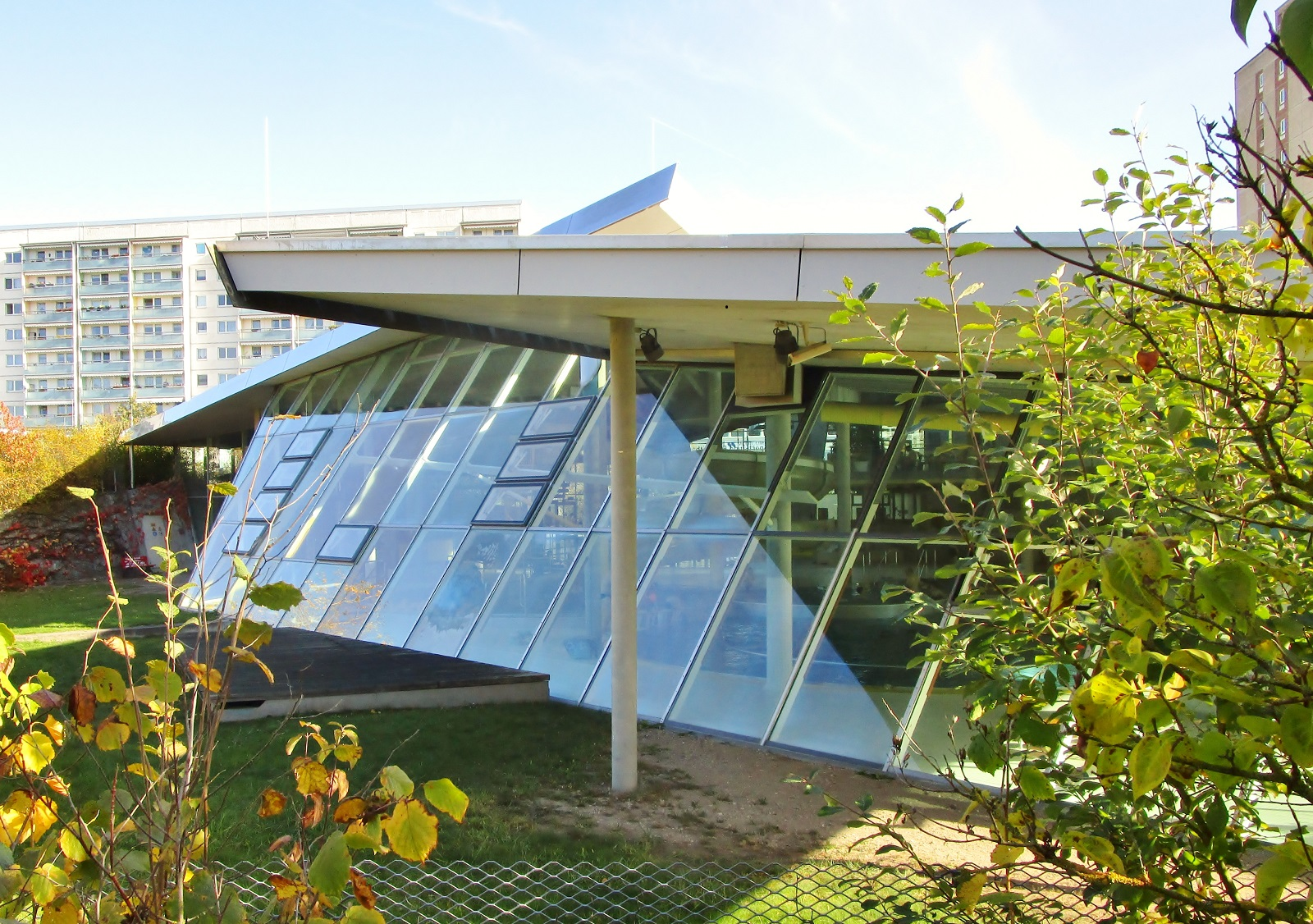
Rückseite des Gebäudes
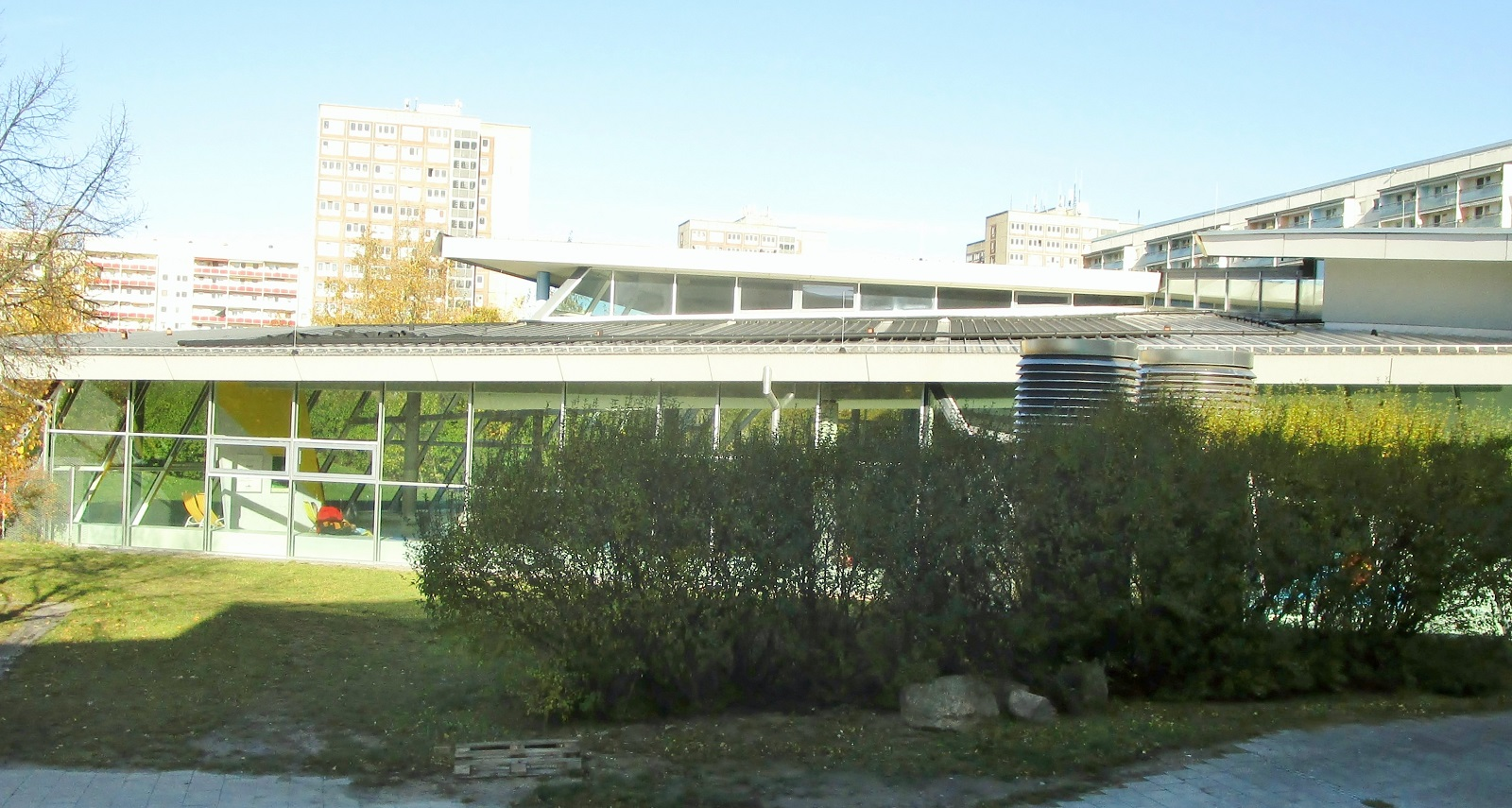
Ansicht von Süd

Von außen dominieren Stahlbeton und Glasfronten, was sich auch im Inneren fortsetzt. Auf dem Dach befinden sich sogenannte Solarabsorber. Sie dienen zur Beheizung des Badewassers und führen damit zur Reduzierung des Fernwärmebedarfs. Zum Zeitpunkt ihrer Entstehung galt die Grünauer Welle aufgrund zahlreicher energieeffizienter Einrichtungen als eine der modernsten Schwimmhallen Europas.
Das Bad ist für 400 Besucher ausgelegt mit mehreren, sämtlich aus Edelstahl gefertigten Becken mit einer Gesamtwasserfläche von  668 m². Es finden sich ein 25-Meter-Sportbecken mit 6 Bahnen sowie in dem durch eine flexible Glaswand abgetrennten Freizeitbereich verschiedene Flachwasserbecken und eine Rutsche. Eine Cafeteria ist sowohl vom Bade- als auch vom Außenbereich zu betreten.